# Махаон (міфологія)
Махао́н (грец. Machaon) — син Асклепія й Епіони, хірург; разом із братом Подалірієм брав участь у поході греків на Трою й опікувався пораненими (вилікував Менелая та Філоктета). Загинув від руки Евріпіла (варіант: Пентесілеї).
Мав дружину Антіклею, яка народила двох синів — Нікомаха і Горгаса.
На честь Махаона названо один з видів метеликів.

## Брати Махаона
- Подалірій — знаменитий лікар в давньогрецькій міфології[4]
- Телесфор[5] — бог видужання

## Сестри Махаона
- Гігіея — богиня здоров'я[4]
- Акесо[4] — богиня видужання
- Аглая (Аглея, Егла)[4][5] — богиня доброго здоров'я. Таке саме ім'я мають кілька інших міфологічних персонажів.
- Панацея — всецілителька[4]
- Медітріна[5] — богиня здоров'я, довголіття і вина
- Іасо — богиня лікування[5]